# Krimske planine
Krimske planine (ukrajinski: Кримскі Гори, ruski: Крымские Горы, krimskotatarski: Qırım dağları) je masiv, koji leži na jugoistoku Krima duž obale poluotoka.

## Zemljopisne karakteristike
Krimske planine zapravo su sastavljene od tri masiva: glavnoga, unutrašnjega i vanjskoga. To su planine pokrivene ravnim vapnenačkim blokovima, koji se blago uzdižu od sjevera prema jugu do najvišeg vrha Rimski-Koš od 1 545 metara. Sjeverne su padine Krimskih planina blage, dok je potpuno suprotno na jugu, gdje se strmo spuštaju prema moru u uskom dobro razvedenom obalnom pojasu. 
Krimske planine imaju bujnu i raznoliku šumsku vegetaciju, počevši od hrasta, bukve, graba, javora i drugih vrsta drveća, po nižim dijelovima, do smreka i pojasa trava na višim nadmorskim visinama. Niži planinski obronci na jugu zasađeni su vinogradima. Tu se sadi i dosta duhana i cvijeća za izradu parfema. Na sjevernim padinama masiva leži i Simferopolj administrativni centar Autonomne republike Krim.
U masivu postoji velik broj kamenoloma, naročito vapnenca i diorita. 

## Vanjske poveznice
|  | Zajednički poslužitelj ima još gradiva o temi Krimske planine |